# لاركن غريم
لاركن غريم (بالإنجليزية: Larkin Grimm)‏ هي كاتبة أغاني ومغنية أمريكية، ولدت في 18 سبتمبر 1981 في ممفيس في الولايات المتحدة.

## وصلات خارجية
- الموقع الرسمي
- لاركن غريم على موقع IMDb (الإنجليزية)
- لاركن غريم على موقع ميوزك برينز (الإنجليزية)
- لاركن غريم على موقع أول ميوزيك (الإنجليزية)
- لاركن غريم على موقع ديسكوغز (الإنجليزية)